# Liste des épisodes de Legends of Tomorrow
La liste des épisodes de Legends of Tomorrow (DC's Legends of Tomorrow), série télévisée américaine, est constituée de 110 épisodes, au 2 mars 2022.

## Liste des épisodes

### Première saison (2016)
Composée de seize épisodes, elle a été diffusée du 21 janvier au 19 mai 2016 sur The CW, aux États-Unis
1. Entrer dans la légende (Pilot: Part One)
2. L'Invincible (Pilot: Part Two)
3. Tous les coups sont permis (Blood Ties)
4. Guerres froides (White Knights)
5. La Prison de Koshmar (Fail-Safe)
6. Destination : 2046 (Star City 2046)
7. Les Pirates du temps (Marooned)
8. Apparence trompeuse (Night of the Hawk)
9. Les Laissés pour compte (Left Behind)
10. L'Héritage familial (Progeny)
11. Les Huit Mercenaires (The Magnificent Eight)
12. Dernier Refuge (Last Refuge)
13. Le Léviathan (Leviathan)
14. Sur le fil (River of Time)
15. Le Centre du temps (Destiny)
16. Rester des légendes (Legendary)

### Deuxième saison (2016-2017)
Le 11 mars 2016, la série a été initialement renouvelée pour une deuxième saison de treize épisodes. Puis, la chaîne a commandé quatre épisodes supplémentaires portant la saison à dix-sept épisodes,. Elle a été diffusée du 13 octobre 2016 au 4 avril 2017 sur The CW, aux États-Unis.
1. Aberrations temporelles (Out of Time)
2. Le Sérum de vie (The Justice Society of America)
3. L'Armure du samouraï (Shogun)
4. L'Armée des morts (Abominations)
5. Pacte sous haute tension (Compromised)
6. Le Mystère de l'Ouest (Outlaw Country)
7. Plus fort ensemble (Invasion!) - troisième partie du troisième crossover annuel
8. Les Incorruptibles (The Chicago Way)
9. Les Aventuriers de l'art perdu (Raiders of the Lost Art)
10. Échapper au temps (The Legion of Doom)
11. C'était l'un des nôtres (Turncoat)
12. Des chevaliers de légende (Camelot/3000)
13. Le Monde perdu (Land of the Lost)
14. Mission Apollo 13 (Moonshot)
15. La Communauté de la lance (Fellowship of the Spear)
16. La Mémoire dans la peau (Doomworld)
17. La Fin du temps (Aruba)

### Troisième saison (2017-2018)
Le 8 janvier 2017, la série a été renouvelée pour une troisième saison de dix-huit épisodes. Elle est diffusée depuis le 10 octobre 2017 sur The CW, aux États-Unis.
1. La Surprise de César (Aruba-Con)
2. La Foire aux monstres (Freakshow)
3. Voyages interdits (Zari)
4. Téléphone maison (Phone Home)
5. Entretien avec un vampire (Return of the Mack)
6. La Belle Hélène de Troie (Helen Hunt)
7. Voyage au bout de l'enfer (Welcome to the Jungle)
8. Terre-X : Libération (Crisis on Earth-X) - quatrième partie du quatrième crossover annuel
9. Le Dieu de la guerre (Beebo the God of War)
10. Délivre-nous du mal (Daddy Darkhest)
11. Une heure sans fin (Here I Go Again)
12. Le Secret du totem maudit (The Curse of the Earth Totem)
13. Quel père, quelle fille (No Country for Old Dads)
14. La Genèse du rock (Amazing Grace)
15. Le Huitième Passager (Necromancing the Stones)
16. L'Attaque des clones (I, Ava)
17. La Voix du seigneur (Guest Starring John Noble)
18. Le Bon, la Brute et le Tendre (The Good, the Bad and the Cuddly)

### Quatrième saison (2018-2019)
Le 2 avril 2018, la série a été renouvelée pour une quatrième saison de seize épisodes. Elle est diffusée en deux parties de huit épisodes, la première à partir du 22 octobre 2018, et la deuxième à partir du 1er avril 2019.
1. Une licorne à Woodstock (The Virgin Gary)
2. La Fée rebelle (Witch Hunt)
3. À bas la reine (Dancing Queen)
4. Nos jours peureux (Wet Hot American Bummer)
5. L'Attaque de la pieuvre géante (Tagumo Attacks!!!)
6. Profitez du voyage (Tender Is the Nate)
7. L'Esprit de la poupée (Hell No, Dolly!)
8. Drôle de trame (Legends of To-Meow-Meow)
9. La Lucha libre (Lucha De Apuestas)
10. La Vérité sur Nixon (The Getaway)
11. Une nuit au paradis (Seance and Sensibility)
12. La Salsa du démon (The Eggplant, the Witch and the Wardrobe)
13. Rien que pour vos œufs (Egg MacGuffin)
14. Dans l'âge de glace (Nip / Stuck)
15. Descente aux enfers (Terms of Service)
16. Le Parc attrape-monstres (Hey, World !)

### Cinquième saison (2020)
Le 31 janvier 2019, la série est renouvelée pour une cinquième saison, diffusée à partir du 14 janvier 2020.
1. Crise sur les Terres Infinies : Cinquième Heure (Crisis on Infinite Earths: Hour Five) - cinquième partie du sixième crossover annuel
2. À la rencontre des Légendes (Meet the Legends)
3. Petits Jeux dangereux (Miss Me, Kiss Me, Love Me)
4. Bal de promo sanglant (Slay Anything)
5. La Tête de Marie-Antoinette (A Head of Her Time)
6. Mortal Khanbat (Mortal Khanbat)
7. Le Cul-De-Sac de M. Parker (Mr. Parker's Cul-de-sac)
8. Roméo contre Juliette : L'Aube de la justesse (Romeo v Juliet: Dawn of Justness)
9. Une Zari peut en cacher une autre (Zari, not Zari)
10. Filer à l'anglaise (The Great British Fake Off)
11. Vaisseau en détresse (Ship Broken)
12. Cinquante nuances de Grec (Freaks and Greeks)
13. J'appartiens aux Légendes (I Am Legends)
14. Celui où on est coincé dans une série (The One Where We're Trapped on TV)
15. Le Plus Puissant Métier du monde (Swan Thong)

### Sixième saison (2021)
Le 7 janvier 2020, la série a été renouvelée pour une sixième saison, diffusée à partir du 2 mai 2021.
1. Un signe de l'univers (Ground Control to Sara Lance)
2. Burger sauce alien (Meat: The Legends)
3. Da Throne: La plus belle voix (The Ex-Factor)
4. La baie des Calamars (Bay of Squids)
5. AbracadAstra (The Satanist's Apprentice)
6. Un alien en colère (Bishop's Gambit)
7. Retour vers le futur (Back to the Finale Part II)
8. Pour quelques aliens de plus (Stressed Western)
9. Rencontre du troisième trip (This Is Gus)
10. Frère de sang (Bad Blood)
11. Une légende dans un jeu de quilles (The Finale Frame)
12. La Bête Humaine (Bored on Board Onboard)
13. Association de malfaiteurs (Silence of the Sonograms)
14. Attrape Bishop si tu peux (There Will Be Brood)
15. Un mariage presque parfait (The Fungus Amongus)

### Septième saison (2021-2022)
Le 3 février 2021, la CW renouvelle ses séries,  dont Legends of Tomorrow pour une septième et dernière saison de treize épisodes. Elle a été diffusée du 13 octobre 2021 au 2 mars 2022 sur The CW aux États-Unis.
1. titre français inconnu (The Bullet Blondes)
2. titre français inconnu (The Need for Speed)
3. titre français inconnu (wvrdr_error_100<oest-of-th3-gs.gid30n> not found)
4. titre français inconnu (Speakeasy Does It)
5. titre français inconnu (It's a Mad, Mad, Mad, Mad Scientist)
6. titre français inconnu (Deus Ex Latrina)
7. titre français inconnu (A Woman's Place Is in the War Effort!)
8. titre français inconnu (Paranoid Android)
9. titre français inconnu (Lowest Common Demoninator)
10. titre français inconnu (The Fixed Point)
11. titre français inconnu (Rage Against the Machines)
12. titre français inconnu (Too Legit to Quit)
13. titre français inconnu (Knocked Down, Knocked Up)